# Rugby Club Dragon Brno
Il Rugby Club Dragon Brno ("Associazione rugbistica Drugin Brno"; abbreviato in R.C. Dragon Brno) è una società di rugby di Brno fondata nel 1946.

## Storia
Il Rugby Club Dragon Brno è stato fondato nel 1946 come Sokol Brno I. Nel 1951 ha cambiato denominazione in Sokol Zbrojovka Brno fino al 1953, anno in cui è diventato Spartak Zbrojovka Brno. Dal 1954 al 1968 fu denominato Spartak ZJŠ Brno. Successivamente cambiò nome in TJ Zbrojovka Brno fino agli anni novanta per poi prendere la denominazione attuale.
Il club ha vinto tre volte il titolo di campione nazionale, una volta il campionato ceco e due volte il campionato cecoslovacco.

## Palmarès

### Competizioni nazionali
- Campionato ceco di rugby a 15: 1
1999-00
- Campionati cecoslovacchi: 2
1949-50, 1964-65